# Chris Rea (musikalbum)
Chris Rea är ett album från 1981 av Chris Rea.

## Låtlista
1. Loving You
2. If You Choose To Go
3. Guitar Street
4. Do You Still Dream?
5. Every Beat Of My Heart
6. Goodbye Little Colombus
7. One Sweet Tender Touch
8. Do It For Your Love
9. Just Want To Be With You
10. Runaway
11. When You Know Your Love Has Died